# Santa Barbara (série télévisée)
Pour les articles homonymes, voir Santa Barbara.
Santa Barbara est un feuilleton télévisé américain en 2 137 épisodes de 45 minutes créé par Bridget et Jerome Dobson, et diffusé entre le 30 juillet 1984 et le 15 janvier 1993 sur le réseau NBC.
En tout, 1 288 épisodes ont été doublés. En France, le feuilleton a été diffusé par demi-épisode d'une vingtaine de minutes du 14 octobre 1985 au 21 septembre 1992 sur TF1. Puis sous son format original de 45 minutes du 22 septembre 1992 au 2 octobre 1992. Puis à nouveau par demi-épisode de 22 minutes du 5 octobre 1992 au 24 juin 1994. Rediffusion à partir de l'épisode 918 sous son format original de 45 minutes du 2 mars 1995 au 10 mars 1995 sur TF1. Rediffusion du 19 décembre 2000 au 1er juin 2001 sur TF6, ou encore au petit matin sur TF1 de septembre 2000 à août 2001 pour laissant 987 épisodes inédits. Il a également été diffusé sur Monté-Carlo TMC de 1993 à 1995 et sur RTL9 de 1995 à 2004.
Au Québec, le feuilleton a été diffusé du 4 septembre 1989 au 27 octobre 1995 sur le réseau TVA. L'arrêt du doublage des épisodes en France a forcé l'arrêt de sa diffusion.

## Synopsis
Le feuilleton raconte les mésaventures au long cours de plusieurs familles californiennes, qui ont entre elles des liens puissants de haine, d'affection ou de désir de vengeance.
La série met spécialement en scène deux familles opposées l'une à l'autre, à savoir les Capwell et les Lockridge. Plus précisément, une rivalité ancienne et profonde existe entre les deux « chefs de famille » Channing Capwell (père) et Lionel Lockridge, dans la mesure où ces deux hommes ont aimé tour à tour la même femme, Sophia, qui a trompé son mari C.C. Capwell avec Lionel Lockridge.
Le violent conflit opposant deux familles est, au demeurant, un ressort bien connu de l'élément dramatique, et fait notamment penser à l'opposition des Capulet et des Montaigu chez Shakespeare, et peu de temps avant la sortie de Santa Barbara, à la série Dallas opposant les Ewing aux Barnes et à la série Dynastie opposant les Carrington aux Colby.

## Résumé de l'intrigue

### Trame principale des deux premières saisons
Tout a commencé avec la mort de Channing Capwell (fils), décédé six ans auparavant, et la disparition de sa mère, Sophia Capwell, présumée noyée en mer.
Joe Perkins, petit ami de Kelly Capwell, elle-même sœur de Channing et fille de Sophia, a été accusé du meurtre, sans qu'aucune preuve évidente ait été apportée. À la suite du témoignage de Kelly, manipulée par son frère Mason, alors procureur-adjoint, Joe a été condamné à 10 ans de réclusion criminelle.
Lors des premiers épisodes, on apprend que Joe, bénéficiant d'une libération conditionnelle à mi-peine, est libéré après cinq années de détention et qu'il revient vivre à Santa Barbara. Joe a deux objectifs : d'une part prouver son innocence et trouver le véritable assassin, d'autre part tenter de renouer sa relations sentimentale avec Kelly (qui l'aime encore).
Durant les deux premières saisons de la série, tous les personnages seront tour à tour soupçonnés du meurtre de Channing (fils), et tous verront leur vie changée par l'arrivée d'un personnage mystérieux, prénommé Dominic, dont on finira par apprendre que loin d'être un homme, c'est Sophia, qui n'était pas morte et qui s'était grimée tout en changeant sa voix.
Le téléspectateur finira par apprendre que c'est Sophia qui a tué involontairement son fils Channing, lors d'un terrible accident.
Poursuivie en justice, Sophia sera condamnée à une peine d'emprisonnement avec sursis, et Joe sera pleinement réhabilité.
Un tremblement de terre d'une grande intensité aura lieu, qui entraînera la mort de plusieurs personnages. Les deux familles devront aussi faire face à la peur d'un tueur en série.

### Trame secondaire: Eden et Cruz
Une sous-intrigue parcourt la série dans les premières saisons, à savoir le lien affectueux qui unit Eden Capwell à Cruz Castillo, sur un fond de racisme ambiant et de différences de statut social contre lesquels doivent lutter les deux personnages. L'affection initiale devient au fil des épisodes un sentiment amoureux.
Le problème est qu'Eden a une liaison avec Lionel Lockridge, et que Cruz courtise une amie d'enfance, Santana.
La différence raciale et religieuse (Cruz est latino catholique tandis qu'Eden est WASP), jointe à la différence de statut social (richesse d'Eden, pauvreté de Cruz), est amplifiée par un élément supplémentaire : Cruz est un policier, dont le travail est justement de trouver le véritable meurtrier de Channing. Ceci signifie qu'il doit aider Joe (considéré comme le meurtrier par les parents Capwell) à prouver son innocence, ce qu'il fera en incriminant Sophia, mère d'Eden.
La romance entre Cruz et Eden aura des hauts et des bas. Leurs projets de mariage seront contrariés par plusieurs membres de leurs familles respectives. Ces projets seront aussi remis à plus tard par un accident subi par le père d'Eden, Channing senior, ainsi que par les attaques virulentes de l'épouse de Lionel, Augusta, puis par la nouvelle épouse, Gina, qui seront donc « les méchantes » de la série (à l'instar de J.R. dans Dallas).
Eden subira aussi un viol particulièrement violent de la part de son gynécologue.

### Trame secondaire: Ted et Laken
Ted Capwell et Laken Lockridge se sont connus durant l'enfance, et ont fini par tomber amoureux l'un de l'autre. Néanmoins, les deux familles étant « ennemies », de profonds heurts surviennent.

### Trame secondaire: Joe et Kelly
Lorsque Joe sort de prison, Kelly avait essayé de l'oublier, mais en vain. En fait, au fil des épisodes, elle doit bien s'avouer qu'elle l'aime encore mais se sent coupable d'avoir contribué à sa condamnation alors qu'au fond d'elle, elle le pense innocent.
Lorsque les circonstances de la mort de son frère Channing ont été révélées et que Joe a été réhabilité, Kelly accepte la demande en mariage formulée par Joe, en dépit de l'opposition de son père Channing senior.
Joe et Kelly doivent faire face à l'amour paranoïaque et délirant de Peter Flint, que Kelly avait accepté comme fiancé durant la détention de Joe. Peter, sentant s'amoindrir l'affection de Kelly à son égard, tente à plusieurs reprises de s'opposer à l'amour entre Joe et Kelly, en vain. Ils essaient, par exemple, de faire croire à la police que Joe se livre à un trafic de drogue, alors même qu'il est placé en libération conditionnelle.
Le mariage entre Kelly et Joe, après la réhabilitation de celui-ci, a finalement lieu, mais Joe est tué par Peter, ce qui bouleverse Kelly.

### Trame des saisons 4 à 8
Par la suite, après la mort de Joe et le divorce d'Augusta d'avec Lionel Lockridge, on apprendra tour à tour :
- que le fils décédé accidentellement, Channing Capwell junior, était homosexuel ;
- que Channing Capwell junior, qu'on croyait être le fils de Sophia Capwell et de son mari C.C. Capwell, était le fils de Sophia et de Lionel Lockridge ;
- bien plus tard on apprendra qu'il y avait eu, à la maternité, une inversion de bébés, et que le fils caché de Sophia et de Lionel n'était pas Channing, mais Brick Wallace ;
- que Minx Lockridge avait eu une fille cachée, Cassandra Benedict.

## Succès en France
Contrairement aux États-Unis, la série rencontre un succès très important en France lors des premières saisons. Diffusée à un horaire de grande écoute à 19 h, elle réunit entre 8 et 10 millions de téléspectateurs chaque soir. En 1992, la série s’essouffle et elle est remplacée par l'émission de Christophe Dechavanne Coucou c'est nous !. Rétrogradée en milieu d'après-midi puis en matinée, la série est finalement arrêtée fin juin 1994, alors qu'il restait plus de 5 ans de diffusion. A noter que d'autres pays européens comme l'Allemagne et l'Italie ont poursuivi la diffusion du feuilleton jusqu'au dernier épisode, diffusé respectivement en 1997 et en 1999.

## Enregistrement
- Le feuilleton a été enregistré à The Burbank Studios, 3000 W. Alameda Ave, Burkank, CA 91523, États-Unis pour NBC Televisions, à Los Angeles en Californie, dans le studio n°11.

## Distribution

### Renouvellement des acteurs
La série est célèbre pour avoir connu plusieurs personnages ayant été joués par des acteurs différents. Des précédents avaient déjà eu lieu dans d'autres séries, mais très limités.
Ainsi trois personnages de la série (Channing Creighton "C.C." Capwell, Kelly Capwell et Santana Andrade) ont été interprétés par quatre acteurs différents ; un personnage (Brandon DeMott Capwell) a même été interprété par cinq acteurs.
À la fin du tournage de la série en 1993, la quasi-totalité des personnages récurrents avaient changé d'acteurs les interprétant, à l'exception notable d'Eden Capwell (Marcy Walker) et de Cruz Castillo (Adolfo Martinez).

### La famille Capwell
Les parents Capwell
- Le patriarche : Channing Creighton « C.C. » Capwell (VF : Jacques Berthier)
  - Peter Mark Richman : Channing Creighton Capwell #1 (1984)
  - Paul Burke : Channing Creighton Capwell #2 (1984)
  - Charles Bateman : Channing Creighton Capwell #3 (1984-1986)
  - Jed Allan : Channing Creighton Capwell #4 (1986-1993)
- L'épouse : Sophia Wayne Armonti Mathis Capwell (VF : Anne Rochant, 2e voix)
  - Rosemary Forsyth : Sophia Capwell #1 (1984)
  - Judith McConnell : Sophia Capwell #2 (1984-1993)

Les cinq enfants Capwell
- Channing Capwell (fils décédé)
- Mason Lamont Capwell (VF : José Luccioni, épisode 1 puis Julien Thomast)
  - Lane Davies : Mason Capwell #1 (1984-1989)
  - Terry Lester : Mason Capwell #2 (1989-1990)
  - Gordon Thomson : Mason Capwell #3 (1990-1993)
- Eden Capwell
  - Marcy Walker (VF : Danielle Volle) : Eden Capwell (1984-1991)
- Kelly Capwell 
  - Robin Wright (VF : Nadine Delanoë) : Kelly Capwell #1 (1984-1988)
  - Kimberly McArthur (VF : Danièle Douet) : Kelly Capwell #2 (1988-1989)
  - Carrington Garland (VF : Brigitte Morisan) : Kelly Capwell #3 (1989-1991)
  - Eileen Davidson : Kelly Capwell #4 (1991-1993)
- Theodore Charles Wakefield Capwell (dit « Ted »)
  - Todd McKee (VF : Olivier Destrez) : Ted Capwell #1 (1984-1989)
  - Michael Brainard (VF : Olivier Destrez) : Ted Capwell #2 (1991-1993)

Autres personnages liés à la famille Capwell
- Nancy Lee Grahn (VF : Déborah Perret) : Julia Wainwright Capwell (1985-1993)
- Lily Blake Capwell
  - Lynn Clark (VF : Anne Jolivet) : Lily Capwell #1 (1986)
  - Paula Irvine (VF : Anne Jolivet) : Lily Capwell #2 (1991-1993)
- Pamela Pepperidge Capwell Conrad
  - Shirley Anne Field : Pamela Capwell-Conrad #1 (1987)
  - Marj Dusay (VF : Liliane Patrick) : Pamela Capwell-Conrad #2 (1987-1988, 1991)
- Kristen Meadows (VF : Isabelle Ganz puis Marie-Martine Bisson)  : Victoria Gwendolyn « Tori » Capwell Lane (1986-1989)
- Brandon DeMott Capwell (VF : Francette Vernillat puis Natacha Gerritsen)
  - Scott Curtis : Brandon Capwell #1 (1984-1985)
  - Brandon Call : Brandon Capwell #2 (1985-1987)
  - David Zebulon : Brandon Capwell #3 (1985)
  - Brian Autenrieth : Brandon Capwell #4 (1985-1986)
  - Justin Gocke : Brandon Capwell #5 (1987-1992)
- Julia Campbell (VF : Danièle Douet) : Courtney Capwell (1986)

### La famille Lockridge
La matriarche, Minx Lockridge
- Judith Anderson (VF : Lily Baron) : Minx Lockridge #1 (1984-1987)
- Janis Paige (VF : Lily Baron) : Minx Lockridge #2 (1990-1993)

Le chef de famille, Lionel Lockridge (VF : Michel Gudin)
- Nicolas Coster : Lionel Lockridge #1 (1984-1988, 1990-1993)
- Don Stewart : Lionel Lockridge #2 (1985)

L'épouse du chef de famille, Augusta Lockridge Tonnell Wainwright
- Louise Sorel (VF : Régine Blaess) : Augusta Wainwright (1984-1986, 1988-1989, 1990-1991)

Les enfants de Lionel et d'Augusta
- Warren Lockridge (VF : Luc Florian)
  - John Allen Nelson : Warren Lockridge #1 (1984-1986)
  - Scott Jenkins : Warren Lockridge #2 (1987)
  - Jack Wagner : Warren Lockridge #3 (1991-1993)
- Laken Lockridge (VF : Dominique Dumont)
  - Julie Ronnie : Laken Lockridge #1 (1984-1985)
  - Susan Marie Snyder : Laken Lockridge #2 (1987-1988)
  - Shell Danielson : Laken Lockridge #3 (1990-1991)

La seconde épouse de Lionel, Caroline Wilson-Lockridge
- Lenore Kasdorf (VF : Marion Game) : Caroline Wilson Lockridge (1986-1987)

La fille cachée de Minx
- Karen Moncrieff : Cassandra Benedict (1990-1992)

### Un personnage inclassable: Gina
Le personnage de Gina Blake, veuve Demott, divorcée Capwell, divorcée Timmons, épouse Lockridge a été interprété par :
- Linda Gibboney (VF : Monique Thierry) : Gina #1 (1984-1985)
- Robin Mattson (VF : Monique Thierry) : Gina #2 (1985-1993)

Le personnage a été successivement marié à :
- Stockman Demott (mariage dissous par la mort de l'époux)
- C. C. Capwell (divorce)
- Keith Timmons (divorce)
- Mason Capwell (divorce)
- Lionel Lockridge (mariage non dissous)

### La famille Perkins
Les parents
- Robert Alan Browne (VF : Georges Atlas) : John Perkins (père de Joe - il travaille dans l'entreprise Capwell et croit son fils coupable)(1984)
- Valore Armstrong (VF : Monique Morisi) : Marisa Perkins (mère de Joe - elle soutient son fils)(1984-1985)

Les trois enfants Perkins
- Joseph Evan Perkins (dit « Joe Perkins ») (VF : Guy Chapelier puis Bernard Lanneau)
  - Dane Witherspoon : Joe Perkins #1 (1984)
  - Mark Arnold : Joe Perkins #2 (1984-1985)
- Kerry Sherman (VF : Hélène Otternaud, 1re voix) : Amy Perkins-Wallace (sœur de Joe, elle épousera Brick Wallace) (1984-1986)
- Melissa Reeves (VF : Martine Reigner) : Jade Perkins (sœur cadette de Joe - en liaison amoureuse avec Danny Andrade)(1984-1985)

### Autres personnages
Par ordre alphabétique du nom patronymique du personnage
- Constance Marie : Nikki Alvarez (1989-1990)
- Ava Lazar (VF : Françoise Pavy) : Santana Andrade #1 (1984)
- Margaret Michaels (VF : Françoise Pavy) : Santana Andrade #2 (1985)
- Gina Gallego (VF : Françoise Pavy) : Santana Andrade #3 (1985-1987, 1989)
- Wanda De Jesus (VF : Françoise Pavy) : Santana Andrade #4 (1991-1992)
- Roscoe Born : Quinn Armitage (1989-1991)
- Roscoe Born (VF : Michel Paulin) : Robert Barr (1990-1991)
- Christopher Norris : Laura Simmons Asher (1989-1990)
- Roberta Weiss : Flame Beaufort #1 (1990-1991)
- Marguerite Hickey : Flame Beaufort #2 (1991)
- Nina Arvesen : Angela Cassidy (1991-1993)
- Vincent Irizarry (VF : François Leccia) : Scott Clark (1987-1989)
- Terri Garber : Suzanne Collier (1991-1992)
- Frank Runyeon (VF : Hervé Jolly) : Michael Donnelly (1988-1991)
- Stephen Meadows (VF : Edgar Givry) : Peter Flint (1984-1985, 1986)
- Jon Lindstrom : Dr. Marcus "Mark" Aurelius McCormick (1985-1986, 1988)
- Sydney Penny : B.J. Walker (1992-1993)
- Rupert Ravens (VF : Thierry Bourdon) : Danny Andrade (1984-1986)
- Margarita Cordova (VF : Jane Val) : Rosa Andrade (1984-1987, 1991-1993)
- Ismael "East" Carlo : Ruben Andrade (1984-1985)
- Wolf Muser (en) : Marcello Armonti (1985)
- Leigh McCloskey : Ethan Asher (1989-1990)
- Ally Walker (VF : Stéphanie Murat) : Andrea Bedford (1988)
- Stacy Edwards : Hayley Benson (1986-1988)
- Steve Bond : Mack Blake (1989-1990)
- Stella Stevens : Phyllis Blake (1989-1990)
- Jonna Leigh Stack (VF : Anne Kerylen) : Summer Blake (1984-1985)
- Robert Thaler (VF : Régis Reuilhac) : Pearl Bradford (1985-1988)
- A Martinez (VF : Michel Bedetti) : Cruz Castillo (ami puis amant d'Eden Capwell - policier) (1984-1992)
- Henry Darrow : Rafael Castillo #1 (1989-1990, 1991-1992)
- Cástulo Guerra : Rafael Castillo #2 (1992)
- Robert Fontaine Jr. : Rafe Castillo (1992-1993)
- Peter Love : Ric Castillo (1989-1990)
- Ross Kettle (VF : Philippe Catoire) : Jeffrey Conrad (1986-1989)
- John Sedwick : Jerry Cooper (1985)
- Joseph Bottoms (VF : Jean-Pierre Leroux) : Kirk Cranston #1 (1985-1986, 1987, 1989)
- Robert Newman (VF : Jean-Pierre Leroux) : Kirk Cranston #2 (1986)
- Christopher Mayer (VF : Régis Lang) : T.J. Daniels (1987-1989)
- Christina Brascia : Aurora DeAngelis (1992-1993)
- Thaao Penghlis : Micah DeAngelis (1992-1993)
- Jane A. Rogers (VF : Françoise Pavy) : Heather Donnelly (1988-1989)
- Tricia Cast (VF : Nathalie Schmidt puis ...) : Christy DuVall (1985)
- Leslie Ryan : Lisa Fenimore #1 (1992)
- Bridgette Wilson : Lisa Fenimore #2 (1992-1993)
- Scott Jaeck (VF : Michel Dodane) : Cain Garver (1987-1988)
- Andrea Howard (VF : Joëlle Fossier) : Veronica Gayley (1984-1985)
- Rawley Valverde : Amado Gonzales (1990-1991)
- James Healy : Derek Griffin (1990)
- David Haskell (VF : Patrick Laval) : Nick Hartley (1985-1986)
- Page Moseley (VF : Bernard Soufflet) : Dylan Hartley (1985-1986)
- Paul Johansson : Greg Hughes (1989-1990)
- John Callahan : Craig Hunt (1989-1992)
- Marie-Alise Recasner (VF : Maïk Darah) : Alice Jackson (1986-1987)
- Paula Kelly (VF : Julia Dancourt) : Ginger Jones (1984-1985)
- Krista Tesreau : Andie Klein (1992-1993)
- Joel Crothers (VF : Serge Bourrier) : Jack Lee (1985)
- Mark McCoy : Ken Mathis (1992-1993)
- Connor McCabe : Charles Grant (1992-1993)
- Harley Jane Kozak (VF : Françoise Petit-Balmer) : Mary Duvall McCormick (1985-1986, 1989)
- Timothy Gibbs : Dash Nichols (1990-1992)
- Michael Durrell (VF : Joseph Falcucci) : Alex Nikolas (1987-1988)
- Sherilyn Wolter (VF : Caroline Beaune puis Brigitte Morisan) : Elena Nikolas (1987)
- Martina Deignan : Jackie Baldwin Parks (1985)
- Lauren Chase : Elizabeth Peale (1984-1985)
- John Beck : David Raymond (1991-1992)
- Jenny Lester-McKeon : Gretchen Richards #1 (1990)
- Rosalind Allen : Gretchen Richards #2 (1990)
- Allan Miller (en) : Harland Richards (1990)
- Julie St. Claire : Tawny Richards (1990)
- Luana Anders : Rona (1991-1992)
- Maria Ellingsen : Katrina Ruyker (1991-1992)
- Michelle Nicastro : Sasha Schmidt (1989-1990)
- Richard Hatch : Stephen Slade #1 (1990)
- John O'Hurley : Stephen Slade #2 (1990-1991)
- Justin Deas (VF : Gérard Berner) : Keith Timmons #1 (1986-1988)
- Robin Strand (VF : Gérard Berner) : Keith Timmons #2 (1988)
- John Novak (VF : Gérard Berner) : Keith Timmons #3 (1990-1991)
- Kim Zimmer : Jodie DeWitt Walker (1992-1993)
- Forry Smith : Reese Walker (1992-1993)
- Eric Close : Sawyer Walker (1992-1993)
- Richard Eden (VF : Jean Roche puis Jean-Louis Rugarli) : Brick Wallace (1984-1987)
- Jane Sibbett (VF : Dorothée Jemma) : Jane Wilson (1986-1987)
- Eva LaRue (VF : Joëlle Guigui) : Margot Collins (1988)
- Signy Coleman (VF : Marie-Laure Beneston) : Celeste DiNapoli (1988-1989)
- Suzanne Marshall (VF : Marie-Martine Bisson) : Maggie Gillis (1985)
- Nicholas Walker : Frank Goodman (1992)
- Warren Burton (VF : Philippe Ogouz) : Phillip Hamilton (1988-1989)
- Leigh McCloskey : Zach Kelton (1988-1989)
- Rick Edwards : Jake Morton (1987-1988)
- Jeanna Michaels (VF : Monique Nevers) : Lydia Saunders (1988-1989)
- Joe Marinelli (VF : Maurice Sarfati) : Bunny Tagliatti (1988-1990)
- Sandy Martin : Betty Grayson (1988)

## Récompenses et nominations

### Récompenses
- Daytime Emmy Awards, (1985, 1987, 1988, 1989, 1991), (1993 Dominic Messinger, Rick Rhodes & Jonathan Firstenberg)
- Casting Society of America, USA (1990)
- Soap Opera Digest Awards (1986, 1989, 1990, 1991, 1992)
- Young Artist Awards (1986 & 1987 Brandon Call)

### Nominations
- Daytime Emmy Awards, (1986,1987, 1988, 1989, 1990, 1991, 1992, 1993), (1991 "Welcome To The Edge" (song) Roxanne Seeman, Billie Hughes & Dominic Messinger)
- Soap Opera Digest Awards (1986, 1989, 1990, 1991, 1993)
- Casting Society of America, USA (1986, 1987, 1988, 1989, 1991, 1992)
- Young Artist Awards (1985 à 1993)

## Autour de la série
- Le générique en français est chanté par Gilles Sinclair -"Santa Barbara (If Ever You're in My Arms Again)" & -"Je me sens des ailes (On the Wings of Love)" 1985 (Label Carrere)[8].
- Les Inconnus ont parodié le feuilleton et son générique avec Ça Te Barbera (Volume 1 ; 1990).
- De même Les Nuls, avec Claire Nadeau en guest-star ont parodié l'œuvre avec "Santa Albana" (Les Nuls l'émission n°37, diffusé le 19/10/1991 sur Canal +).
- Les snuls ont de leur côté parodié le générique de la série avec "santa belgica", qui parodiait en plus de cette dernière une autre série nommée "les bonnes manières".
- Les Vamps ont également parodié le feuilleton et son générique.
- En 2004, dix ans presque jour pour jour après la fin de la diffusion en France, l'émission La Ferme Célébrités reprend le générique français dans une des séquences de l'émission intitulée Santa Barbara. A cette occasion, le générique a été légèrement remixé.
L'année suivante, l'émission Première Compagnie reprend le générique original de la série pour une séquence similaire.